# XIe législature de l'Assemblée d'Estrémadure
La XIe législature de l'Assemblée d'Estrémadure est un cycle parlementaire de l'Assemblée d'Estrémadure, d'une durée initiale de quatre ans, ouvert le 20 juin 2023 à la suite des élections du 28 mai précédent.

## Bureau
Le bureau de l'Assemblée d'Estrémadure rassemble le président, deux vice-présidents et trois secrétaires. Le président est élu à la majorité absolue des députés au premier tour, à la majorité simple au second entre les deux candidats ayant recueilli le plus grand nombre de suffrages lors du premier vote. Les vice-présidents et secrétaires sont élus à la majorité simple au cours de deux votes distincts : les candidats qui obtiennent le plus grand nombre de voix sont proclamés élus.
| Poste                    | Titulaire         | Parti | Parti   | Circonscription |
| ------------------------ | ----------------- | ----- | ------- | --------------- |
| Présidente               | Blanca Martín     |       | PSOE-Ex | Cáceres         |
| Première vice-présidente | Lara Garlito      |       | PSOE-Ex | Cáceres         |
| Deuxième vice-président  | Manuel Naharro    |       | PP      | Badajoz         |
| Première secrétaire      | Elena Nevado      |       | PP      | Cáceres         |
| Deuxième secrétaire      | Estrella Gordillo |       | PSOE-Ex | Badajoz         |
| Troisième secrétaire     | José González     |       | Podemos | Cáceres         |

## Groupes parlementaires
Le règlement de l'Assemblée d'Estrémadure dispose que les députés issus d'une même candidature ont le droit de former un groupe parlementaire, à condition qu'il compte au moins 3 membres. Les députés appartenant à un même parti ne peuvent former de groupes parlementaires séparés. Les députés ne peuvent intégrer que le groupe parlementaire du parti politique pour lequel ils ont concouru aux élections ; à défaut, ils sont considérés comme non-inscrits. Les députés des candidatures qui n'ont pas atteint ce seuil sont intégrés au groupe mixte. Les députés du groupe mixte appartenant à un même parti politique peuvent former un regroupement parlementaire au sein de ce groupe. Si, au cours de la législature, l'effectif d'un groupe devient inférieur à deux députés, celui-ci est alors dissous et ses membres intègrent le groupe mixte.
| Nom | Nom                   | Début | Fin | Président                                | Porte-parole                                  |
| --- | --------------------- | ----- | --- | ---------------------------------------- | --------------------------------------------- |
|     | Groupe socialiste     | 28    |     | Guillermo Fernández Vara                 | Soraya Vega                                   |
|     | Groupe populaire      | 28    |     | María Guardiola                          | Abel Bautista José Ángel Sánchez (28/07/2023) |
|     | Groupe Vox            | 5     |     | Ángel Gordillo Óscar Fernández (10/2023) | Ángel Gordillo Óscar Fernández (10/2023)      |
|     | Groupe Unidas Podemos | 4     |     | Irene de Miguel                          | Irene de Miguel                               |

## Commissions parlementaires
| Commission                                                                  | Président                        | Parti   | Parti | Circonscription |
| --------------------------------------------------------------------------- | -------------------------------- | ------- | ----- | --------------- |
| Commissions permanentes législatives                                        |                                  |         |       |                 |
| Commission de la Présidence, de l'Intérieur et du Dialogue social           | Pedro González                   | PP      |       | Badajoz         |
| Commission des Finances et du Budget                                        | José María Vergeles              | PSOE-Ex |       | Badajoz         |
| Commission de l'Administration publique                                     | Pilar Gómez de Tejada            | PP      |       | Badajoz         |
| Commission de l'Administration publique                                     | José María Saponi (27/10/2023)   | PP      |       | Cáceres         |
| Commission de l'Agriculture, de l'Élevage et du Développement durable       | Laureano León                    | PP      |       | Cáceres         |
| Commission de l'Économie, de l'Emploi et de la Transformation numérique     | Santiago Amaro                   | PP      |       | Badajoz         |
| Commission de l'Économie, de l'Emploi et de la Transformation numérique     | José Luis Rodríguez (20/09/2023) | PP      |       | Cáceres         |
| Commission de la Santé et des Services sociaux                              | Isabel Babiano                   | PP      |       | Badajoz         |
| Commission de la Culture, du Tourisme, des Jeunes et des Sports             | Sandra Valencia                  | PP      |       | Cáceres         |
| Commission de l'Éducation, de la Science et de la Formation professionnelle | Teresa Tortonda                  | PP      |       | Badajoz         |
| Commission des Infrastructures, des Transports et du Logement               | Agustina Rodríguez               | PP      |       | Badajoz         |
| Commission de la Gestion forestière et du Monde rural                       | Juan José García                 | VOX     |       | Badajoz         |
| Commission de l'Harmonisation                                               | Susana Rodríguez                 | PP      |       | Cáceres         |
| Commission des Affaires européennes                                         | Javier Bravo                     | VOX     |       | Badajoz         |
| Commissions permanentes non-législatives                                    |                                  |         |       |                 |
| Commission du Règlement                                                     | Blanca Martín                    | PSOE-Ex |       | Cáceres         |
| Commission du Statut des députés                                            | Isabel Sánchez                   | PP      |       | Cáceres         |
| Commission des Pétitions                                                    | Blanca Martín                    | PSOE-Ex |       | Cáceres         |
| Commission du Contrôle de la télévision publique régionale                  | Agustina Rodríguez               | PP      |       | Badajoz         |
| Commission du Contrôle de la télévision publique régionale                  | Luisa Durán (30/10/2023)         | PP      |       | Badajoz         |

## Gouvernement et opposition
| Candidat             | Date                                       | Vote       |         |    |     |    | Résultat |
| Candidat             | Date                                       | Vote       | PSOE-Ex | PP | Vox | UP | Résultat |
| María Guardiola (PP) | 14 juillet 2023 (majorité absolue requise) | Oui        |         | 28 | 5   |    | 33 / 65  |
| María Guardiola (PP) | 14 juillet 2023 (majorité absolue requise) | Non        | 28      |    |     | 4  | 32 / 65  |
| María Guardiola (PP) | 14 juillet 2023 (majorité absolue requise) | Abstention |         |    |     |    | 0 / 65   |

## Désignations

### Sénateurs
| Parti | Parti | Sénateurs désignés           | Voix |
| ----- | ----- | ---------------------------- | ---- |
| PSOE  |       | Guillermo Fernández Vara     | 60   |
| Vox   |       | Ángel Pelayo Gordillo Moreno | 60   |

- Désignation : 20 juillet 2023.